# Musée d'Art de Vyborg
Le musée d'art de Vyborg (finnois : Viipurin taidemuseo, russe : Эрмитаж-Выборг) est une filiale du musée de l'Ermitage à Vyborg.

## Histoire
Le musée d'art est fondé en 1890 par les amis de l'Art de Viipuri (finnois : Viipurin taideyhdistys), quand Viipuri faisait encore partie de la Finlande. Elle était la deuxième ville la plus peuplée du pays et le musée était considéré comme le second du pays après l'Ateneum d'Helsinki. 
Il possédait une grande collection d'art finlandais, européen et russe. 
Le bâtiment du musée d'art et de l'école de dessin est construit en 1929-1930 par Uno Ullberg sur le bastion de Panzerlachs, qui fait partie des murs de fortification de Vyborg. Il est de style classique et fonctionnaliste. Avec la Bibliothèque de Viipuri, c'est l'un des bâtiments remarquables de l'architecture moderne de l'époque du Viipuri finlandais.
Le musée est très endommagé pendant la Seconde Guerre mondiale et ses collections sont transférées dans d'autres musées d'art finlandais. Après la guerre, Viipuri est cédé à l'Union soviétique et le bâtiment est rénové pour un usage administratif. 
En 2000, le bâtiment est a nouveau rénové.
En 2003, on y ouvre une école de dessin pour enfants et en 2010 une antenne du musée de l'Ermitage est ouverte au public.

## Galerie

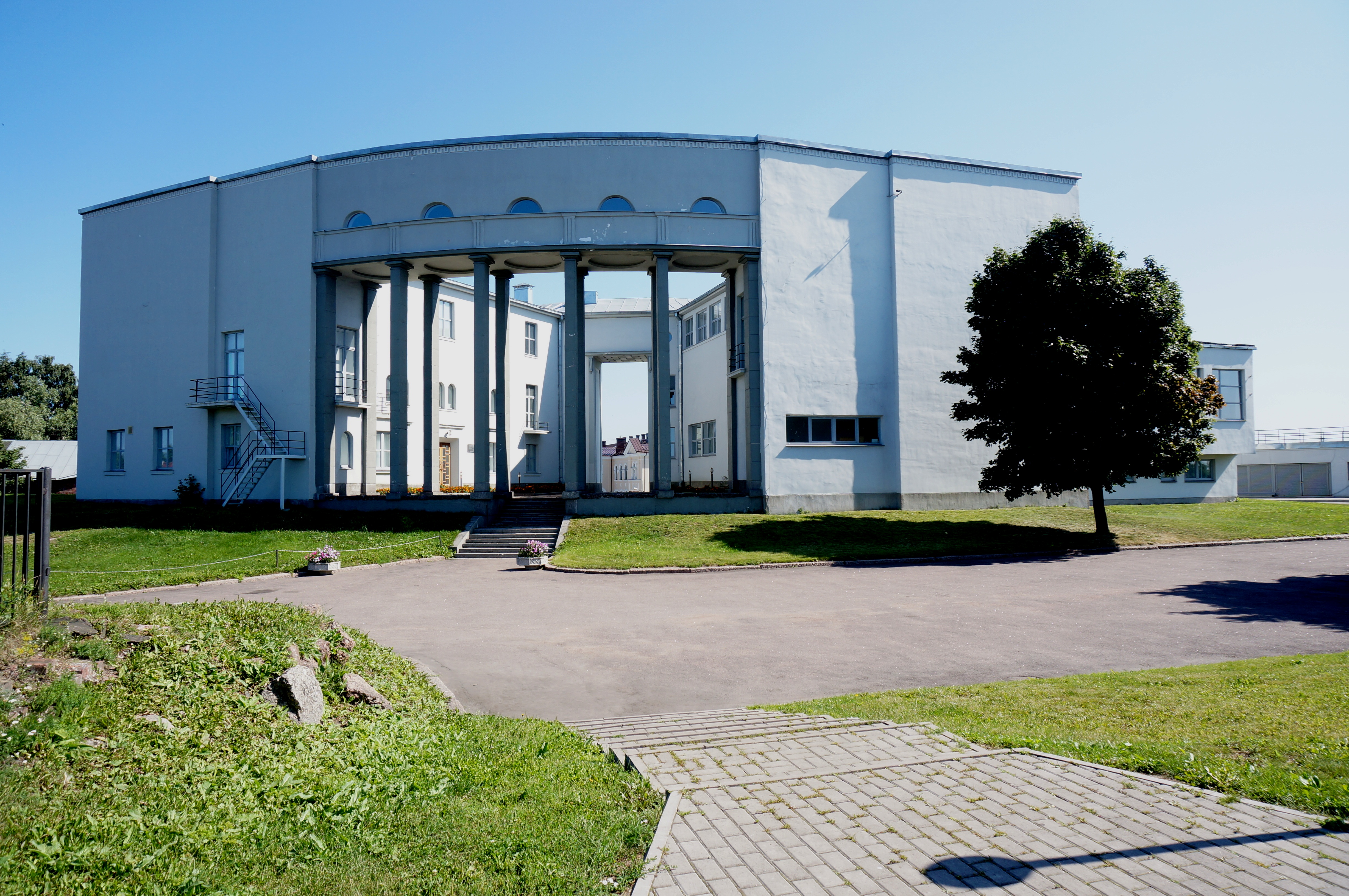
Vue d'ensemble.
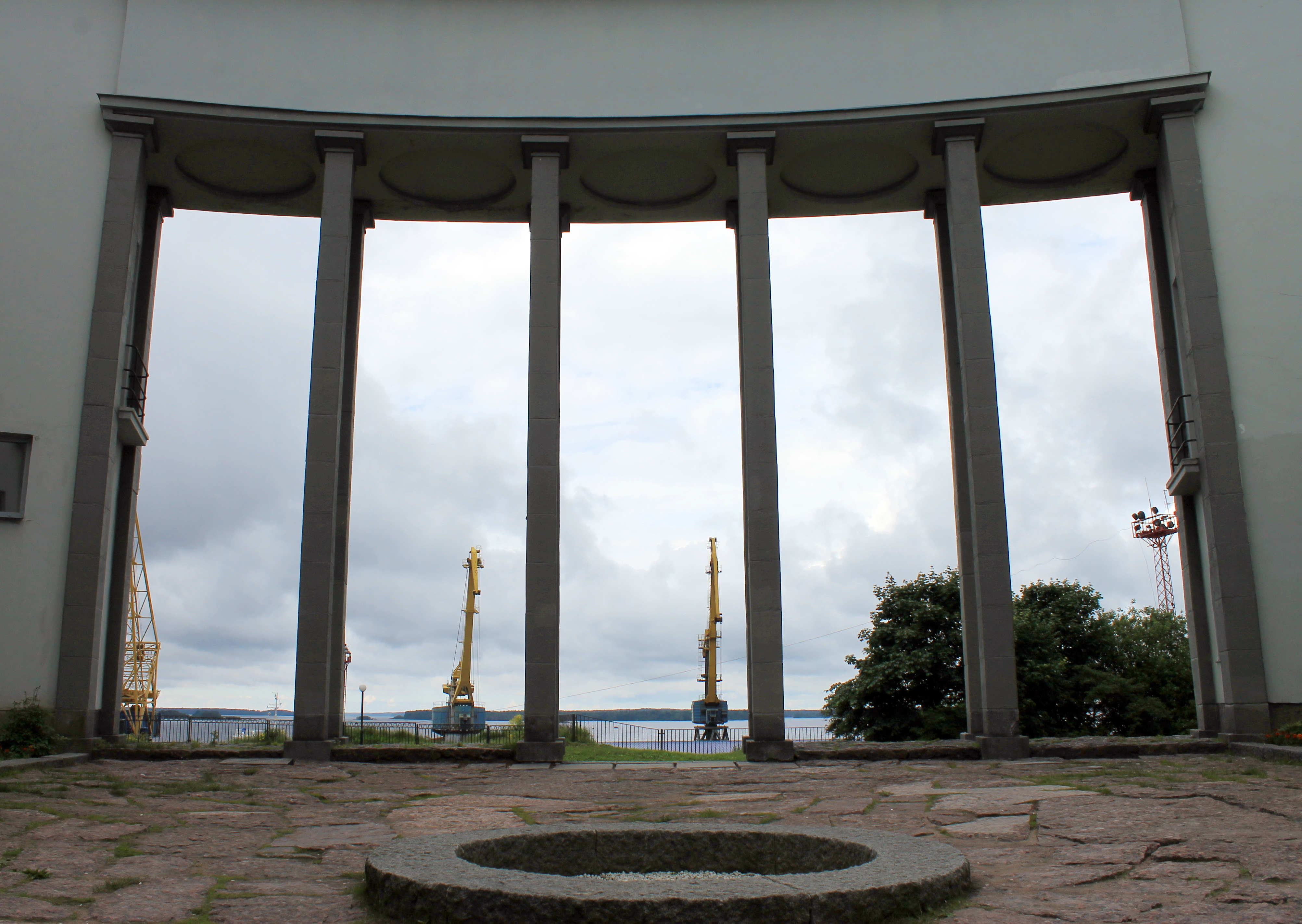
Architrave et vue sur la cour intérieure.
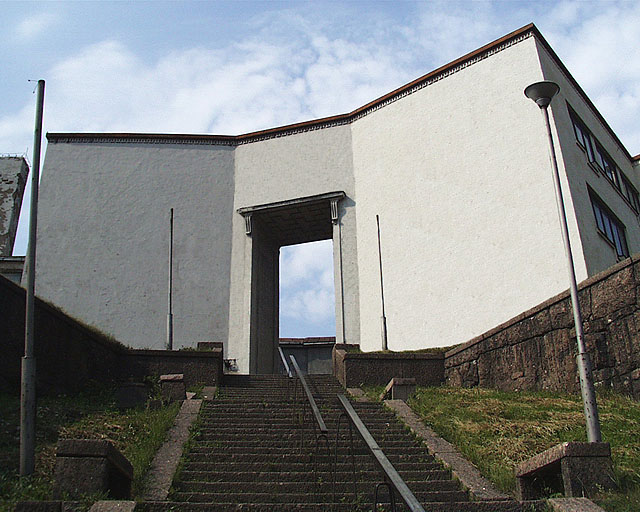
Approche en venant du centre ville.
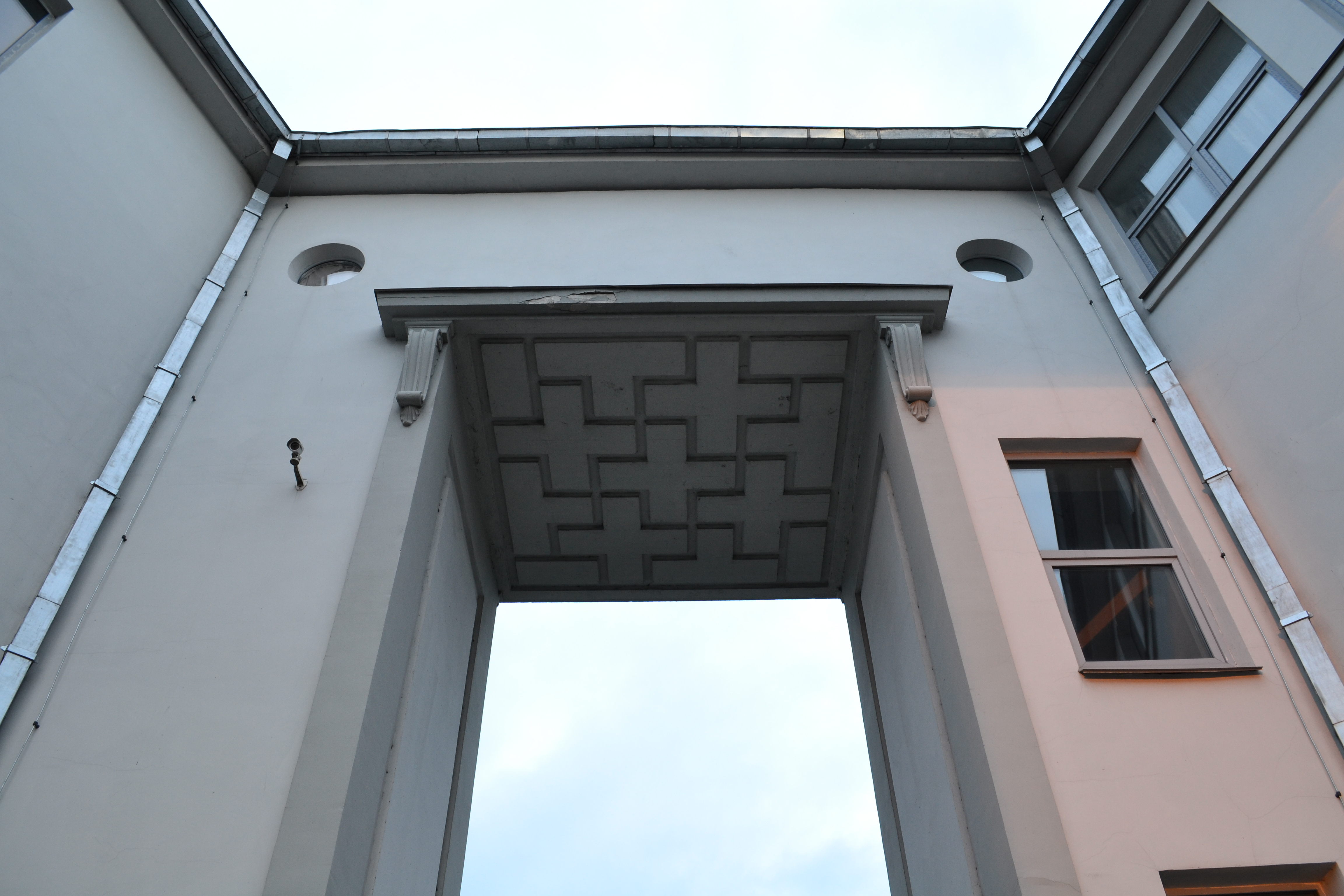
Extrémité la plus étroite de la cour intérieure.